# Messico nella prima guerra mondiale
Il Messico nella prima guerra mondiale rimase neutrale durante tutto il conflitto, durato dal 1914 al 1918.
La guerra scoppiò in Europa nell'agosto 1914 mentre la rivoluzione messicana era nel mezzo di una guerra civile su vasta scala tra fazioni che avevano contribuito a cacciare il generale Victoriano Huerta dalla presidenza all'inizio di quell'anno. L'esercito costituzionalista di Venustiano Carranza sotto il comando di Álvaro Obregón sconfisse l'esercito di Pancho Villa nella battaglia di Celaya nell'aprile 1915.

## Contesto bellico

Mappa che mostra il territorio messicano nel 1917 (verde scuro), con il territorio promesso al Messico dalla Germania nel telegramma Zimmermann colorato in verde chiaro. In rosso l'antico confine tra il Primo Impero messicano e gli Stati Uniti d'America.

Dopo la battaglia di Celaya nell'aprile del 1915, la violenza in Messico fu in gran parte limitata ai combattimenti locali, in particolare ai combattimenti di guerriglia nel Morelos sotto la guida di Emiliano Zapata. La pace parziale consentì di redigere una nuova Costituzione messicana nel 1916 e di essere proclamata il 5 febbraio 1917. Le compagnie petrolifere straniere si sentirono minacciate dalla nuova Costituzione, che autorizzò il governo messicano a espropriare le risorse naturali ritenute vitali per la nazione. Il Messico era costantemente minacciato di essere invaso dagli Stati Uniti, che volevano assumere il controllo dei giacimenti petroliferi dell'Istmo di Tehuantepec e Tampico. La Germania fece diversi tentativi di incitare una guerra tra Messico e Stati Uniti, in particolare nel telegramma Zimmermann nel gennaio 1917, dove lo scopo era di attirare gli Stati Uniti in conflitto sul confine meridionale piuttosto che unirsi al Regno Unito e alla Francia nel conflitto contro Germania e suoi alleati.

## Rapporti con gli Stati Uniti
La neutralità messicana nella Grande Guerra rifletteva un'ostilità nei confronti degli Stati Uniti, a causa di numerosi precedenti interventi statunitensi negli affari interni messicani. Nel febbraio del 1913, Victoriano Huerta aveva cospirato con l'ambasciatore statunitense Henry Lane Wilson per estromettere Francisco Madero dalla presidenza del Messico. Il colpo di Stato fu il culmine della violenza a Città del Messico, noto come la Decade tragica (La decena trágica) o "Dieci tragici giorni", negli ultimi giorni della presidenza di William Howard Taft. Il presidente Woodrow Wilson ordinò anche l'invasione di Veracruz nel 1914, causando la morte di 170 soldati messicani e un numero imprecisato di civili.
Il rapporto tra Woodrow Wilson e Venustiano Carranza, la cui posizione politica era stata aiutata dal riconoscimento statunitense nell'ottobre 1915, che consentiva la vendita di armi statunitensi alla fazione di Carranza contro il suo principale rivale generale Pancho Villa, fu inizialmente cordiale. Villa si vendicò contro gli Stati Uniti, attaccando Columbus, nel Nuovo Messico nel 1916. Wilson inviò il generale dell'esercito statunitense John Pershing in Messico per un'azione punitiva per catturare Villa. La spedizione contro Pancho Villa fu un fallimento, poiché Villa sfuggì alle forze statunitensi. Carranza, un forte nazionalista, affermò la sovranità del Messico e fermò l'esercito americano. Gli interessi degli Stati Uniti furono minacciati dalla proclamazione della Costituzione messicana del 1917 e il Messico era costantemente minacciato di essere invaso dagli Stati Uniti.

## Entità del coinvolgimento nella guerra
Questi fatti hanno segnato la partecipazione del Messico alla Grande Guerra.
- Il governo Carranza fu de jure riconosciuto dalla Germania all'inizio del 1917 e dagli Stati Uniti il 31 agosto 1917, quest'ultimo come conseguenza diretta del telegramma Zimmermann nel tentativo di assicurare la neutralità messicana nella Grande Guerra.[8][9] Dopo l'occupazione statunitense di Veracruz nel 1914, il Messico non avrebbe partecipato con gli Stati Uniti alla sua partecipazione militare alla Grande Guerra, quindi assicurarsi che la neutralità messicana fosse il miglior affare che gli Stati Uniti potessero sperare.[5]
- Carranza concesse garanzie alle compagnie tedesche per mantenere aperte le loro operazioni, in particolare a Città del Messico,[10] ma allo stesso tempo vendeva petrolio alla flotta britannica. In effetti, il 75 percento del carburante utilizzato dalla Royal Navy proveniva dal Messico.[4][11]
- Carranza respinse la proposta di un'alleanza militare con la Germania, fatta tramite il telegramma Zimmermann, e fu allo stesso tempo in grado di impedire un'invasione militare permanente dagli Stati Uniti, che voleva prendere il controllo dei campi petroliferi dell'Istmo di Tehuantepec e Tampico.[2][3][12] Il Messico stava producendo 55 milioni di barili di petrolio entro il 1917.[13] Carranza diede l'ordine di distruggere e incendiare i campi petroliferi in caso di invasione degli Stati Uniti.[14]
- Le truppe di Carranza affrontarono e sconfissero la spedizione punitiva di John Pershing nella battaglia di Carrizal. Il generale Pershing fu furioso per questo risultato e chiese il permesso di attaccare la guarnigione Carranzista a Chihuahua. Il presidente Wilson, temendo che un simile attacco avrebbe provocato una guerra su vasta scala con il Messico, rifiutò. La battaglia di Carrizal segnò la fine effettiva della spedizione punitiva.